# Pałac Verdala
Pałac Verdala (ang. Verdala Palace, malt. Il-Palazz Verdala) – pałac w gminie Siġġiewi na Malcie, oficjalna letnia rezydencja prezydenta Malty. Nazwa pochodzi od Wielkiego Mistrza Zakonu Maltańskiego Hugues Loubenx de Verdalle. Otoczony jest ogrodami Buskett (ang. Buskett Gardens). Jest na ogół zamknięty dla publiczności, z wyjątkiem corocznego Balu Sierpniowego Księżyca (ang. The Ball of the August Moon).

## Historia
Został zbudowany przez Hugues Loubenx de Verdalle w 1586 roku w środku lasów Buskett, które były używane przez rycerzy do polowania. Za rządów francuskich, pałac był wykorzystywany jako więzienie wojskowe. Za czasów brytyjskich został odnowiony i w 1858 roku stał się oficjalną letnią rezydencją brytyjskich gubernatorów. Od 1987 roku pałac jest oficjalną letnią rezydencją prezydenta Malty.

## Architektura
Zamek ma czworokątną strukturę, w każdym z czterech kątów znajduje się wieża. Jest położony w ten sposób, aby światło słońca padało na pałac przez cały dzień. Z dachu można podziwiać rozległy widok na wyspę. Pałac otoczony jest fosą.
Wewnątrz głównego wejścia znajduje się marmurowe popiersie Wielkiego Mistrza de Verdalle. Strop nad parterem jest ozdobiony freskami Paladiniego, przedstawiają fragmenty z życia  Verdalle. Obok owalnych schodów, w sąsiedniej sali są dwie szachownice wyryte na kamiennej podłodze. Cztery wieże podzielone są mniejsze pomieszczenia, w tym również cele tortur z czasów zakonu maltańskiego.